# Lista Nazionale (Israele)
La Lista Nazionale (in ebraico: רשימה ממלכתית, Reshima Mamlakhtit), è stato un partito politico israeliano. Nonostante sia stato fondato da David Ben Gurion, uno dei padri della sinistra israeliana, il partito è uno degli antenati del moderno Likud, il più grande blocco di destra israeliano.

## Storia
La Lista Nazionale era stata formata da Ben Gurion prima delle elezioni del 1969 dopo che il suo ex partito, Rafi, si era unito all'Allineamento contro i suoi propositi.
Il nuovo partito ottenne quattro seggi nella settima legislatura della Knesset, e Ben Gurion fu raggiunto nella Knesset da Meir Avizohar, Isser Harel e Yigal Hurvitz. Durante la sessione parlamentare Avizohar uscì dall'Allineamento, lasciando il partito con tre seggi. Ben Gurion si dimise dalla Knesset nel 1970 e fu sostituito da Zalman Shoval.
Senza la guida di Ben Gurion, il partito iniziò a disintegrarsi. Prima delle elezioni del 1973 si unì all'alleanza Likud formata da Herut, il Partito Liberale (che in precedenza era stato alleato a Gahal), il Centro Libero e il Movimento per la Grande Israele. La nuova alleanza ottenne 39 seggi, con Hurvitz e Shoval eletti nella Knesset nella sua lista. Nel 1976 la Lista Nazionale si fonde con il Movimento per la Grande Israele e il Centro Indipendente (staccatosi dal Centro Libero) per formare la fazione La'am all'interno del Likud, e cessò di esistere come entità indipendente.

### Riforma
Il partito fu brevemente riformato durante la nona legislatura della Knesset dopo che Hurvitz, Shoval e Yitzhak Peretz avevano lasciato Likud per creare Rafi - Lista Nazionale il 26 gennaio 1981. Il 19 maggio Shoval e Hurvitz erano usciti per fondare Telem con Moshe Dayan mentre Peretz ha ribattezzato il partito Rafi, prima di ricongiungersi al Likud il 27 maggio. Peretz poi si staccò dagli altri due per ricreare la Lista Nazionale. Tuttavia, il partito ricostituito è durato solo 12 giorni quando Peretz si è unito al Likud.
Nel 1983 Hurvitz si staccò da Telem per fondare Rafi - Lista Nazionale, che in seguito ribattezzò Ometz.